# Олд-Таун (Мэн)
Олд-Таун (англ. Old Town) — город в округе Пенобскот, штат Мэн, США. Является частью метрополитенского статистического ареала города Бангор. Согласно данным переписи населения США 2010 года, население города составляет 7840 человек.

## История
До прихода европейцев территория округа была населена представителями индейского племени пенобскотов. В 80-х годах XVII века, на месте современного города, была основана французская иезуитская миссия. Английские поселенцы прибыли в эти места в 1774 году. Происхождение топонима Олд-Таун, связано с находившейся поблизости индейской деревней, называемой англичанами Indian Old Town.

Начиная с 1798 года (когда на реке Пенобскот была возведена первая в Олд-Тауне плотина), и на протяжении всего XIX века, город являлся центром мукомольной и лесопильной отраслей промышленности, чему способствовал значительный уклон реки на данном участке. 16 марта 1840 года Олд-Таун получил самоуправление, а в 1891 году — статус города (city).

В XX веке основу экономической структуры Олд-Тауна составляли предприятия текстильной, обувной и целлюлозно-бумажной промышленности. Снижение объёмов производства и закрытие ряда предприятий указанных выше отраслей, происходящие в течение последних сорока лет, привело к постепенному сокращению численности населения города.

## География
Город находится в юго-восточной части штата, на правом берегу реки Пенобскот, на расстоянии приблизительно 106 километров к северо-востоку от Огасты, административного центра штата. Абсолютная высота — 29 метров над уровнем моря.

Согласно данным бюро переписи населения США, площадь территории города составляет 112,09 км², из которых, 100,62 км² приходится на сушу и 11,47 км² (то есть 10,23 %) на водную поверхность.

Климат Олд-Тауна влажный континентальный (Dfb в классификации климатов Кёппена), с морозной, снежной зимой и теплым летом.

## Демография
По данным переписи населения 2010 года в Олд-Тауне проживало 7840 человек (3787 мужчин и 4053 женщины), 1884 семьи, насчитывалось 3382 домашних хозяйства и 3665 единиц жилого фонда. Средняя плотность населения составляла около 77,9 человека на один квадратный километр.

Расовый состав города по данным переписи распределился следующим образом: 93,14 % — белые, 0,89 % — афроамериканцы, 1,65 % — коренные жители США, 1,77 % — азиаты, 0,05 % — жители Гавайев или Океании, 0,34 % — представители других рас, 2,16 % — две и более расы. Число испаноязычных жителей любых рас составило 1,3 %.

Из 3382 домашних хозяйств в 24,8 % — воспитывали детей в возрасте до 18 лет, 40,7 % представляли собой совместно проживающие супружеские пары, в 11,7 % семей женщины проживали без мужей, в 3,4 % семей мужчины проживали без жён, 44,3 % не имели семьи. 27 % от общего числа семей на момент переписи жили самостоятельно, при этом 10,7 % составили одинокие пожилые люди в возрасте 65 лет и старше. Средний размер домашнего хозяйства составил 2,31 человека, а средний размер семьи — 2,76 человека.

Население города по возрастному диапазону по данным переписи 2010 года распределилось следующим образом: 17,9 % — жители младше 18 лет, 20,4 % — между 18 и 24 годами, 24,3 % — от 25 до 44 лет, 23,6 % — от 45 до 64 лет и 13,8 % — в возрасте 65 лет и старше. Средний возраст жителей составил 33 года.

## Известные уроженцы
- Табита Кинг (р. 1949) — американская писательница и активистка, супруга писателя Стивена Кинга.